# Pantoclis striola
Pantoclis striola är en stekelart som först beskrevs av Thomson 1858.  Pantoclis striola ingår i släktet Pantoclis, och familjen hyllhornsteklar. Arten är reproducerande i Sverige.